# هارتموت بلتس
هارتموت بلتس (انگلیسی: Hartmut Bölts؛ زادهٔ ۱۴ ژوئن ۱۹۶۱) دوچرخه‌سوار اهل آلمان است.